# Vic St Val
Vic St Val, ou Vic Saint Val est le nom de plume, adopté par Patrice Dard et Gilles Morris-Dumoulin, pour faire évoluer le héros d'une longue série de romans d'action, lui aussi baptisé Vic St Val.

## Présentation
Vic St Val, ou Vic Saint Val, est le nom d'un héros de roman, créé en 1970, grâce à la collaboration de Patrice Dard, le scénariste, et Gilles Morris-Dumoulin, l'auteur. Selon les thèmes abordés, ces romans d'action s'apparentent au roman d'aventures, au roman d'espionnage ou au roman d'anticipation.
Le nom des deux créateurs n'apparaît jamais sur aucun des livres. Seule la mention Vic St Val (ou Vic St. Val) figure dans les titres ou sur les couvertures. Les 22 premiers romans sont dus à cette collaboration. Les suivants sont l'œuvre exclusive de Gilles Morris-Dumoulin.

## Les personnages

### Le héros
Victor de Saint-Valle (Vic St Val pour ses proches) est président-directeur général du WISP (World Institute of Statistics for Peace - en français : Institut mondial de statistiques pour la paix), financé par l'ONU, basé à Genève et disposant de plusieurs antennes dans le monde. 
Grand, sportif, courageux, intelligent et érudit, Vic St Val mène des combats pour contrer les visées mégalomanes de personnages ou d'entités qui veulent contrôler un pan de l'activité humaine ou une partie de l'humanité.
Il parle de nombreuses langues : outre le français, il sait parler anglais, suédois, italien, allemand, etc.

### Les proches
- Snaky : improbable homme-caoutchouc « issu du croisement d'un acrobate contorsionniste avec une jongleuse-funambule »[8], il est le seul à apparaître dans tous les romans aux côtés du héros. Il parle une langue crue, émaillée d'argot. Il est très fidèle à Vic St Val ; il est parfois voleur.
- « Lore-Lei » (Greta) von Glück : blonde sculpturale sportive et intelligente, elle est le pilote d'avion attitré de Vic Saint Val et son amie, et la fille de Von Glück. Elle pilote notamment l'avion du WISP, un Mystère 20.
- Von Glück : père de Greta / « Lore-Lei » ; il incarne le génie et la mémoire vivante du WISP, capable de soupçonner ce que ses chers ordinateurs ne voient pas forcément. Il serait enchanté si sa fille et Vic Saint Val, compte tenu de leurs remarquables patrimoines génétiques respectifs, voulaient consentir à lui assurer une descendance, qui ne pourrait être qu'exceptionnelle.

### Les aventures
Dans la plupart des épisodes, Vic Saint Val, toujours accompagné de son fidèle Snaky, se lance dans une affaire qui met en danger une partie de la population mondiale, voire la planète entière. Dans la plupart de ses aventures, un thème important de société y est abordé : égalité des sexes, racisme, pollution, énergie nucléaire, faim dans le monde, mutations génétiques…
Vic St Val est à la tête de la « Force Infrarouge » du WISP, unité secrète chargée d'enquêter sur des affaires sensibles.

## Les romans
De 1970 à 1979, 60 romans ont été édités en format de poche chez Fleuve noir dans la collection « Espiomatic ». Avec 60 titres sur 102, Vic St Val est le principal héros de la collection « Espiomatic » qui présenta également les aventures de Flash, Kergan, Le Conch ou encore Zac. 

### Liste des romans
- no 1 : Vic St Val s'en occupe, 1970
- no 2 : Vic St Val sur un volcan, 1971
- no 3 : Vic St Val sans visa, 1971
- no 4 : Vic St Val dore la pilule, 1971
- no 5 : Vic St Val en enfer, 1971 (Palmes d'or du Roman d'Espionnage 1971)
- no 6 : Vic St Val sur orbite, 1971
- no 7 : Vic St Val en chute libre, 1972
- no 8 : Vic St Val vise la tête, 1972
- no 9 : Vic St Val annonce la couleur, 1972
- no 10 : Vic St Val contre Vic St Val, 1972
- no 11 : Vic St Val rend la monnaie, 1972
- no 12 : Vic St Val va à dame, 1973
- no 13 : Vic St Val entre deux eaux, 1973
- no 14 : Vic St Val donne le feu vert, 1973
- no 15 : Vic St Val brûle les étapes, 1973
- no 16 : Vic St Val Quitte ou double, 1973
- no 18 : Vic St Val non stop, 1973
- no 20 : Vic St Val sous pression, 1974
- no 22 : Vic St Val en direct, 1974
- no 24 : Vic St Val à fond de cale, 1974
- no 26 : Vic St Val, période fauve, 1974
- no 29 : Vic St Val tous azimuts, 1974
- no 32 : Vic St Val… place aux jeunes, 1974
- no 34 : Vic St Val vole dans les plumes, 1975
- no 38 : Vic St Val force la dose, 1975
- no 42 : Vic St Val cousu main, 1975
- no 46 : Vic St Val au finish, 1975
- no 48 : Vic St Val tranche dans le vif, 1975
- no 52 : Vic St Val taille adulte, 1975
- no 54 : Vic St Val priez porno, 1975
- no 56 : Salut, la Mecque ! , 1976
- no 60 : Vic St Val circuit Dracula, 1976
- no 62 : Aux algues, citoyens ! , 1976
- no 63 : La Ruée vers Lore, 1976
- no 68 : Vic St. Val Envoûtements sur commande, 1976
- no 70 : Le Complexe de Frankenstein, 1976
- no 75 : Nostradamus au pouvoir, 1976
- no 77 : Monstres à volonté, 1977
- no 79 : Jusque-là, ça va ! , 1977
- no 81 : Société de compromission, 1977
- no 82 : Un méchant coup de vieux ! , 1977
- no 84 : Pitié pour la Terre ! , 1977
- no 85 : Course au suicide, 1977
- no 86 : Nous sommes tous des cobayes, 1977
- no 87 : Le Fer dans la plaie, 1977
- no 88 : Violences sans visages, 1977
- no 89 : Équilibre de la terreur, 1978
- no 90 : Partage en frères, 1978
- no 91 : Bienheureux les doux…, 1978
- no 92 : La Tête au carré, 1978
- no 93 : La Crainte du gendarme, 1978
- no 94 : Massacre en sourdine, 1978
- no 95 : Debout, les morts ! , 1978
- no 96 : La Boule à zéro, 1978
- no 97 : Des lendemains qui hantent, 1979
- no 98 : Matraquage, 1979
- no 99 : Le plus dur reste à faire, 1979
- no 100 : Casseurs, sachez casser ! , 1979
- no 101 : Exécutions sur mesure, 1979
- no 102 : Camouflage express, 1979